# Флис Іван
Іва́н Флис (* 1922) — адвокат, громадський діяч у США українського походження.
Родом з Галичини.
Закінчив Правничу Школу Нью-Йоркського Університету. Член багатьох українських організацій, заступник президента з 1974 року і президент з 1978 року Українського Народного Союзу. Член дирекції Hudson County Chamber of Commerce та Board of Trustees of Medical Center Foundation в Джерсі Сіті.